# John Wiley & Sons
John Wiley & Sons (Джон Вайли и Сыновья), также известное как Wiley (Ва́йли), — международное издательство, которое специализируется на выпуске академических изданий. John Wiley & Sons выпускает издания для студентов и преподавателей высших учебных заведений, исследователей, учёных, медиков. Компания John Wiley & Sons издаёт книги, журналы, энциклопедии в печатном и электронном виде, предоставляет доступ к продуктам и услугам в интернете.

## История
Wiley была организована в 1807 году, когда Чарльз Уайли открыл типографию на Манхэттене. С 1820 году компания расширила деятельность в издательское дело и торговлю книгами. Компания издавала таких американских писателей XIX века, как Джеймс Фенимор Купер, Вашингтон Ирвинг, Герман Мелвилл и Эдгар Аллан По. Компания несколько раз меняла название в зависимости от текущего владельца и получила своё нынешнее название в 1875 году, когда Уильям Уайли примкнул к бизнесу своего отца, Джона, и старшего брата, Чарльза (тёзки деда-основателя). В последующие годы издательство сосредоточилось на учебниках и научно-технической литературе. С 1901 года Wiley и дочерние компании издали работы более 350 нобелевских лауреатов. В 1959 году в Великобритании был открыт первый зарубежный филиал. В 1961 году было куплено издательство Interscience Publishers. В 1996 году было куплено немецкое издательство VCH Publishing Group, а в следующем году — американское Van Nostrand Reinhold.

## Дочерние компании
Издательство Wiley-VCH было основано в 1921 году двумя научными обществами Германии как Verlag Chemie. Позже оно стало подразделением Общества немецких химиков. В 1991 году в состав этого издательства вошла группа Akademie Verlag, а в 1996 году VCH было выкуплено John Wiley & Sons, в то время как Akademie Verlag, которая занималась публикациями в области гуманитарных наук, стала частью Walter de Gruyter.
Издательство Wiley-Blackwell стало дочерней компанией John Wiley & Sons в 2007 году. Оно берёт своё начало из британской издательской группы Blackwell's, основанной Бенджамином Генри Блэкуэллом в 1879 году. Два отделения этой издательской группы, оба действовавшие в Оксфорде и печатавшие академическую литературу, Blackwell Science (образованное в 1939 под названием Blackwell Scientific Publishing), и Blackwell Publishers (основанное в 1922 под названием Basil Blackwell & Mott и носившее с 1926 года название Blackwell Publishers), в 2001 году были объединены в издательство Blackwell Publishing. В 2007 году это издательство было приобретено John Wiley & Sons за 572 миллиона фунтов, объединено с отделением этой компании, занимающимся выпуском научной, технической и медицинской литературы, и стало называться Wiley-Blackwell.
В 2021 году John Wiley & Sons выкупило каирское издательство научно-технических журналов «Хиндави».